# Ibicuí
Pour les articles homonymes, voir Ibicuí (homonymie).
Ibicuí est une municipalité brésilienne de l'État de Bahia et la microrégion de Vitória da Conquista.